# Izopleta

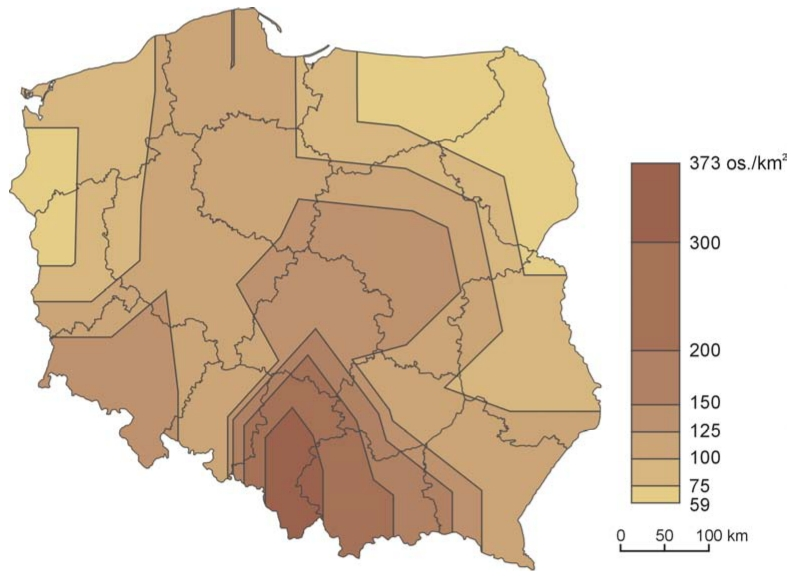
Mapa gęstości zaludnienia z izopletami wykreślonymi na podstawie jednostek administracyjnych (województw)

Izopleta, izarytma teoretyczna – ogólna nazwa dla linii na mapie uzyskanej przez połączenie punków o jednakowych wartościach. Przedstawiającej rozkład zjawiska bezpośrednio, uzyskany na podstawie innej wielkości lub na interpolacji wartości z ograniczonej liczby punktów reprezentujących jednostki przestrzenne (np. na podstawie punktów reprezentujących wartości zjawiska dla jednostek administracyjnych lub pól geometrycznych). Izoplety przedstawiają ogólny rozkład natężenia zjawiska, jednak nie konkretne wartości tego zjawiska (przebieg izoplet wynika z zastosowanej metody interpolacji).

## Przypisy

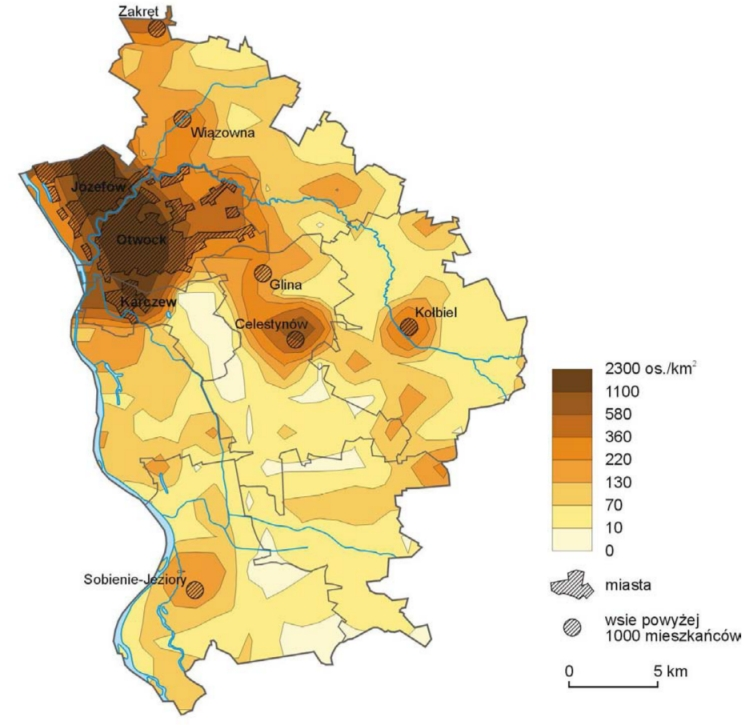
Mapa gęstości zaludnienia z izopletami wykreślonymi na podstawie pól geometrycznych (siatki kwadratów o boku 2 km)